# Kiril Stupak
Kiril Stupak (belarús: Кірыл Сяргеевіч Ступак; 16 de març de 1990) és un jugador d'escacs belarús que té el títol de Gran Mestre des del 2011.
A la llista d'Elo de la FIDE del gener de 2022, hi tenia un Elo de 2478 punts, cosa que en feia el jugador número 7 (en actiu) de Belarús. El seu màxim Elo va ser de 2568 punts, a la llista del febrer de 2015.

## Resultats destacats en competició
El 2013 guanyà el Memorial Lublin Union jugat a Polònia. El 2014 guanyà el Memorial Mohamed Slama a Tunísia amb 6½ de 9, els mateixos punts que Mohamed Haddouche però amb millor desempat. El 2014 fou campió de Belarús per primer cop amb 9 punts de 13. El 2015 fou per segon cop campió amb 8½ punts d'11, amb els mateixos punts que Aleksei Aleksàndrov però amb millor desempat. També el 2015, fou sost-campió a l'Obert de Beirut.